# ISO 3166-2:BD
Die Liste der ISO-3166-2-Codes für  Bangladesch enthält die Codes für die 64 Distrikte und acht übergeordneten Divisionen.

Die Codes bestehen aus zwei Teilen, die durch einen Bindestrich voneinander getrennt sind. Der erste Teil gibt den Landescode gemäß ISO 3166-1 (für  Bangladesch BD), der zweite den Code für die Division (Buchstabe) und den Distrikt (zweistellige Zahl) wieder.
Die aktuellen Codes stehen auf der Seite der ISO unter #iso:code:3166:BD zur Verfügung.

## Kodierliste

### Divisionen

Divisionen

| Division    | Code |
| ----------- | ---- |
| Barishal    | BD-A |
| Chittagong  | BD-B |
| Dhaka       | BD-C |
| Khulna      | BD-D |
| Rajshahi    | BD-E |
| Rangpur     | BD-F |
| Sylhet      | BD-G |
| Maimansingh | BD-H |

### Distrikte

Distrikte

| Distrikt     | Div. | Code  |
| ------------ | ---- | ----- |
| Bagerhat     | D    | BD-05 |
| Bandarban    | B    | BD-01 |
| Barguna      | A    | BD-02 |
| Barishal     | A    | BD-06 |
| Bhola        | A    | BD-07 |
| Bogra        | E    | BD-03 |
| Brahmanbaria | B    | BD-04 |
| Chandpur     | B    | BD-09 |
| Chittagong   | B    | BD-10 |
| Chuadanga    | D    | BD-12 |
| Cox’s Bazar  | B    | BD-11 |
| Dhaka        | C    | BD-13 |
| Dinajpur     | F    | BD-14 |
| Faridpur     | C    | BD-15 |
| Feni         | C    | BD-16 |
| Gaibandha    | F    | BD-19 |
| Gazipur      | C    | BD-18 |
| Gopalganj    | C    | BD-17 |
| Habiganj     | G    | BD-20 |
| Jaipurhat    | E    | BD-24 |
| Jamalpur     | H    | BD-21 |
| Jessore      | D    | BD-22 |
| Jhalokathi   | A    | BD-25 |
| Jhenaidah    | D    | BD-23 |
| Khagrachhari | B    | BD-29 |
| Khulna       | D    | BD-27 |
| Kishorganj   | C    | BD-26 |
| Kumilla      | B    | BD-08 |
| Kurigram     | F    | BD-28 |
| Kushtia      | D    | BD-30 |
| Lakshmipur   | B    | BD-31 |
| Lalmonirhat  | E    | BD-32 |
| Madaripur    | C    | BD-36 |
| Magura       | D    | BD-37 |
| Manikganj    | C    | BD-33 |
| Meherpur     | D    | BD-39 |
| Moulvibazar  | G    | BD-38 |
| Munsiganj    | C    | BD-35 |
| Maimansingh  | H    | BD-34 |
| Naogaon      | E    | BD-48 |
| Narail       | D    | BD-43 |
| Narayanganj  | C    | BD-40 |
| Narsingdi    | C    | BD-42 |
| Natore       | E    | BD-44 |
| Nawabganj    | E    | BD-45 |
| Netrakona    | H    | BD-41 |
| Nilphamari   | F    | BD-46 |
| Noakhali     | B    | BD-47 |
| Pabna        | E    | BD-49 |
| Panchagarh   | F    | BD-52 |
| Patuakhali   | A    | BD-51 |
| Pirojpur     | A    | BD-50 |
| Rajbari      | C    | BD-53 |
| Rajshahi     | E    | BD-54 |
| Rangamati    | B    | BD-56 |
| Rangpur      | F    | BD-55 |
| Satkhira     | D    | BD-58 |
| Shariatpur   | C    | BD-62 |
| Sherpur      | H    | BD-57 |
| Sirajganj    | E    | BD-59 |
| Sunamganj    | G    | BD-61 |
| Sylhet       | G    | BD-60 |
| Tangail      | C    | BD-63 |
| Thakurgaon   | F    | BD-64 |